# Carla Chambel
Carla Sofia Dias Chambel, mais conhecida por Carla Chambel (Amadora, 30 de novembro de 1976), é uma atriz e dobradora portuguesa.

## Biografia e carreira
Os seus pais são de Gavião, Alto Alentejo. Concluiu o Curso de Formação de Actores da Escola Superior de Teatro e Cinema de Lisboa. Estreou-se como actriz na peça A Disputa de Marivaux, no Teatro Nacional D. Maria II, sob a direcção de João Perry (1995), encenador com quem trabalhou em Sonho de uma Noite de Verão, de William Shakespeare (Teatro Nacional D. Maria II, ’96). 
Foi dirigida por João Mota na Comuna - Teatro de Pesquisa, nas peças O Mal da Juventude de Ferdinand Bruckner (’97), Medida por Medida de Shakespeare (’97) e Cara de Fogo de Mayenburg (’04); por Carlos Avilez no Teatro Nacional D. Maria II, em Frei Luís de Sousa de Almeida Garrett (’99). Trabalhou com Graca P. Correa em Zero Horas ('98), com Manuel Wiborg na Actores Produtores Associados em Crime e Castigo adaptado de Dostoievski (’99) e no Teatro Meridional participou em História de Uma Gaivota e do Gato que a Ensinou a Voar de Luis Sepúlveda, encenação de Miguel Seabra (’02). Com Bruno Bravo integrou na Primeiros Sintomas o elenco da peça A Montanha Também Quem de Miguel Castro Caldas (’99) e trabalhou com João Lourenço no Teatro Aberto em O Bobo e a Sua Mulher Esta Noite na Pancomédia de Botho Strauss (’04) e em A Vida de Galileu de Bertolt Brecht - 2006; com Fernanda Lapa em A Valsa de Baltimore de Paula Voguel (’04).
No cinema destaca a co-protagonização de 98 Octanas de Fernando Lopes (2006), tendo participado ainda em filmes de Margarida Gil, Catarina Ruivo, Manuel Mozos, Luís Filipe Rocha, Paulo Rocha, Joaquim Leitão e Alberto Seixas Santos. 
Regular na televisão, integrou o elenco de variadas séries como A Ferreirinha (RTP, 2004); João Semana (RTP, 2005), Pedro e Inês (RTP, 2005) ou Até Amanhã Camaradas (de Joaquim Leitão, SIC, 2005). Participou na série da SIC, Jura em 2007 e desempenhou o papel de Vera na telenovela Vingança. Em 2008 desempenhou o papel de Julia Mascarenhas na telenovela Resistirei também da SIC.
Após o final da telenovela da SIC, de 2008, foi convidada para ser a directora de actores da produção da SIC, Laços de Sangue.
Em 2012 protaganizou o filme Quarta Divisão sobre a realização de Joaquim Leitão onde interpretou o papel de Helena Tavares, uma agente da PSP que procura apurar a verdade sobre as circunstâncias do desaparecimento de uma criança de 9 anos, oriunda de uma família da alta sociedade portuguesa. Em 2013 muda-se para a RTP1 para interpretar o papel de Marina na série Bem-vindos a Beirais. Em 2015, continuando como Marina em Bem-vindos a Beirais, faz uma participação especial na nova novela da SIC "Poderosas", no papel de Dália, mãe de Amélia em 1987. A sua personagem morre no primeiro episódio.

## Filmografia Seleccionada
Entre a sua filmografia encontram-se: 
- 1998 - Vida Breve em Três Fotografias
- 1999 - Mal, realizado por Alberto Seixas Santos
- 2000 - Camarate, realizado por Luís Filipe Rocha
- 2000 - Crescei e Multiplicai-vos
- 2000 - A Raíz do Coração, do realizador Paulo Rocha
- 2002 - Jogo da Glória
- 2003 - André Valente, da realizadora Catarina Ruivo
- 2004 - Adriana, realizado por Margarida Gil
- 2006 - 20,13 - Purgatório, realizado por Joaquim Leitão
- 2006 - 98 Octanas, realizado por Fernando Lopes
- 2008 - Amália, o filme, realizado por Carlos Coelho da Silva
- 2012 - Operação Outono, realizado por Bruno de Almeida
- 2013 - Quarta Divisão, realizado por Joaquim Leitão
- 2013 - Quarta Divisão, realizado por Joaquim Leitão
- 2013 - Se Eu Fosse Ladrão, Roubava, de Paulo Rocha
- 2016 - Zeus, realizado por Paulo Filipe Monteiro
- 2018 - Horizontes, curta-metragem realizada por Rui Caetano
- 2019 - Fátima, realizado por Marco Pontecorvo
- 2020 - Porque Odeias o Teu Irmão?, co-realizado por Inês Marques e Pedro Martins
- 2020 - Fronteira, realizado por João Cayatte
- 2021 - Irregular, realizado por Diogo Morgado

## Televisão
| Ano         | Projeto                     | Papel                   | Notas                   | Canal           |
| ----------- | --------------------------- | ----------------------- | ----------------------- | --------------- |
| 1996        | A Mulher do Senhor Ministro |                         | Participação Especial   | RTP1            |
| 2000        | Almeida Garrett             | Tomásia                 | Elenco Principal        | RTP1            |
| 2001        | A Febre do Ouro Negro       | Isilda                  | Participação Especial   | RTP1            |
| 2001        | Nunca Digas Adeus           |                         | Participação Especial   | TVI             |
| 2001        | Super Pai                   | Mariana                 | Participação Especial   | TVI             |
| 2002        | Sociedade Anónima           | Maria                   | Participação Especial   | RTP1            |
| 2002        | Jogo da Glória              | Lurdes                  | Elenco Principal        | SIC             |
| 2003 - 2004 | Lusitana Paixão             | Margarida Silva         | Protagonista            | RTP1            |
| 2004        | A Ferreirinha               | Mariana                 | Elenco Principal        | RTP1            |
| 2004        | Inspetor Max                | Clara                   | Participação Especial   | TVI             |
| 2005        | João Semana                 | Francisquinha           | Elenco Principal        | RTP1            |
| 2005        | Pedro e Inês                | Isabel                  | Elenco Principal        | RTP1            |
| 2005        | Até Amanhã, Camaradas       | Lisete                  | Elenco Principal        | RTP1            |
| 2006        | Estranho                    | Ana                     | Elenco Adicional        | RTP1            |
| 2006        | Quando os Lobos Uivam       | Rosa                    | Elenco Principal        | RTP1            |
| 2006        | Aqui Não Há Quem Viva       | Inês                    | Elenco Adicional        | SIC             |
| 2007        | Vingança                    | Vera Nobre              | Elenco Principal        | SIC             |
| 2007 - 2008 | Resistirei                  | Júlia Mascaranhas       | Protagonista            | SIC             |
| 2010        | Cidade Despida              | Bárbara                 | Elenco Adicional        | RTP1            |
| 2010        | Cuidado com a Língua!       | Amiga                   | Elenco Adicional        | RTP1            |
| 2011        | O Último Tesouro            | Carla                   | Elenco Adicional        | RTP1            |
| 2011        | Maternidade                 |                         | Elenco Adicional        | RTP1            |
| 2012        | Liberdade 21                | Amélia                  | Elenco Adicional        | RTP1            |
| 2012        | Maria Coroada               | Maria Coroada           | Protagonista            | TVI             |
| 2013 - 2016 | Bem-Vindos a Beirais        | Marina Marques de Jesus | Elenco Principal        | RTP1            |
| 2015        | Poderosas                   | Dália                   | Elenco Adicional        | SIC             |
| 2016        | Mulheres Assim              | Médica                  | Elenco Adicional        | RTP1            |
| 2016        | Dentro                      | Fernanda                | Elenco Principal        | RTP1            |
| 2017        | Filha da Lei                | Clara Gonçalves         | Elenco Principal        | RTP1            |
| 2017 - 2018 | Espelho d'Água              | Eunice Gomes            | Elenco Principal        | SIC             |
| 2018        | Idiotas, Ponto              | Doutora Barbosa         | Elenco Adicional        | RTP1            |
| 2020        | Terra Nova                  | Joana                   | Elenco Principal        | RTP1            |
| 2020        | Fronteira                   | Benilde                 | Protagonista            | RTP1            |
| 2022        | Contado Por Mulheres        | Éster                   | Elenco Principal        | RTP1            |
| 2023        | Projeto Delta               | Isabel                  | Elenco Principal (OPTO) | SIC             |
| 2023        | Lúcia, a Guardiã do Segredo | Irmã Teresa Hall        | Elenco Principal (OPTO) | SIC             |
| 2024        | Morangos com Açúcar         | Marlene (Mãe do Nico)   | Elenco Adicional        | TVI Prime Video |